# ZDF-Sendezentrum

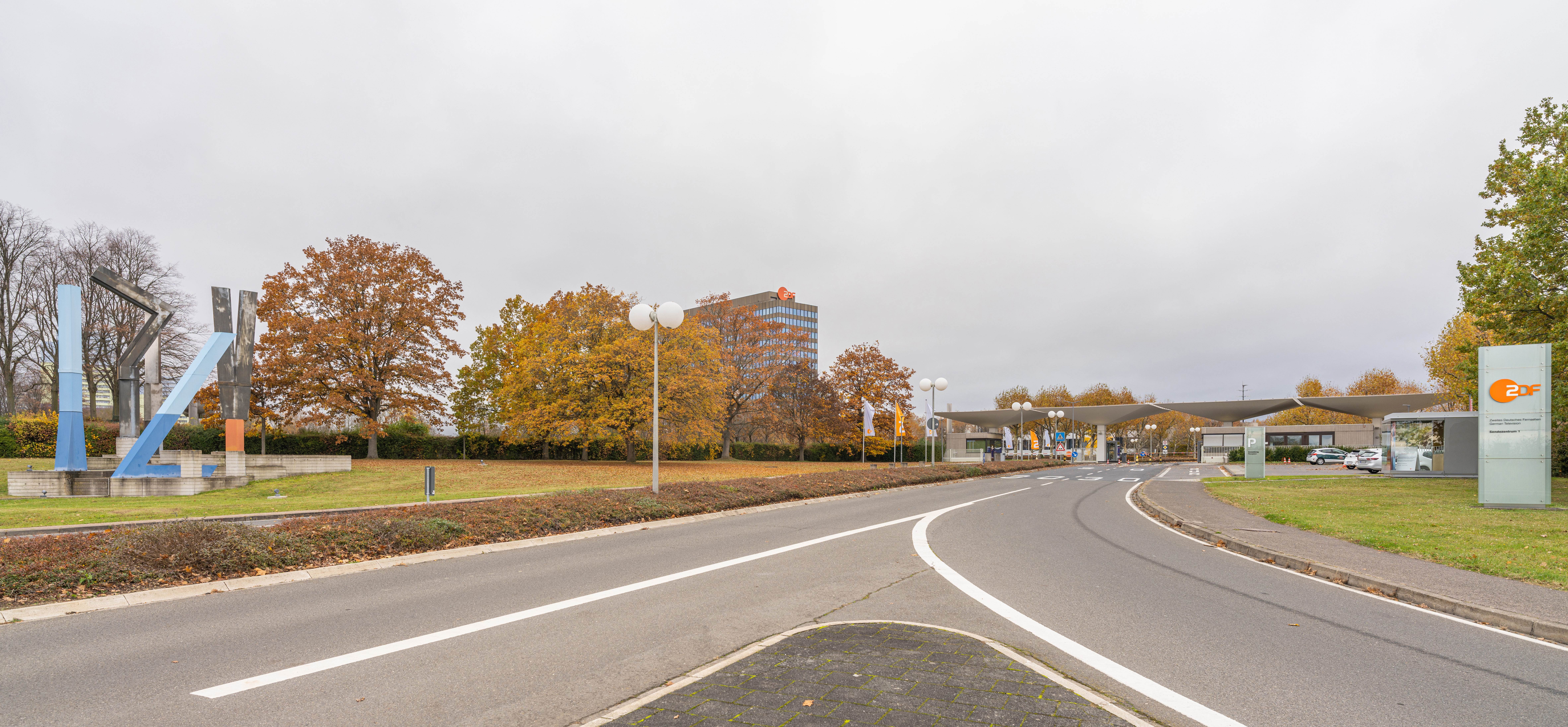
Einfahrt zum Sendezentrum 1

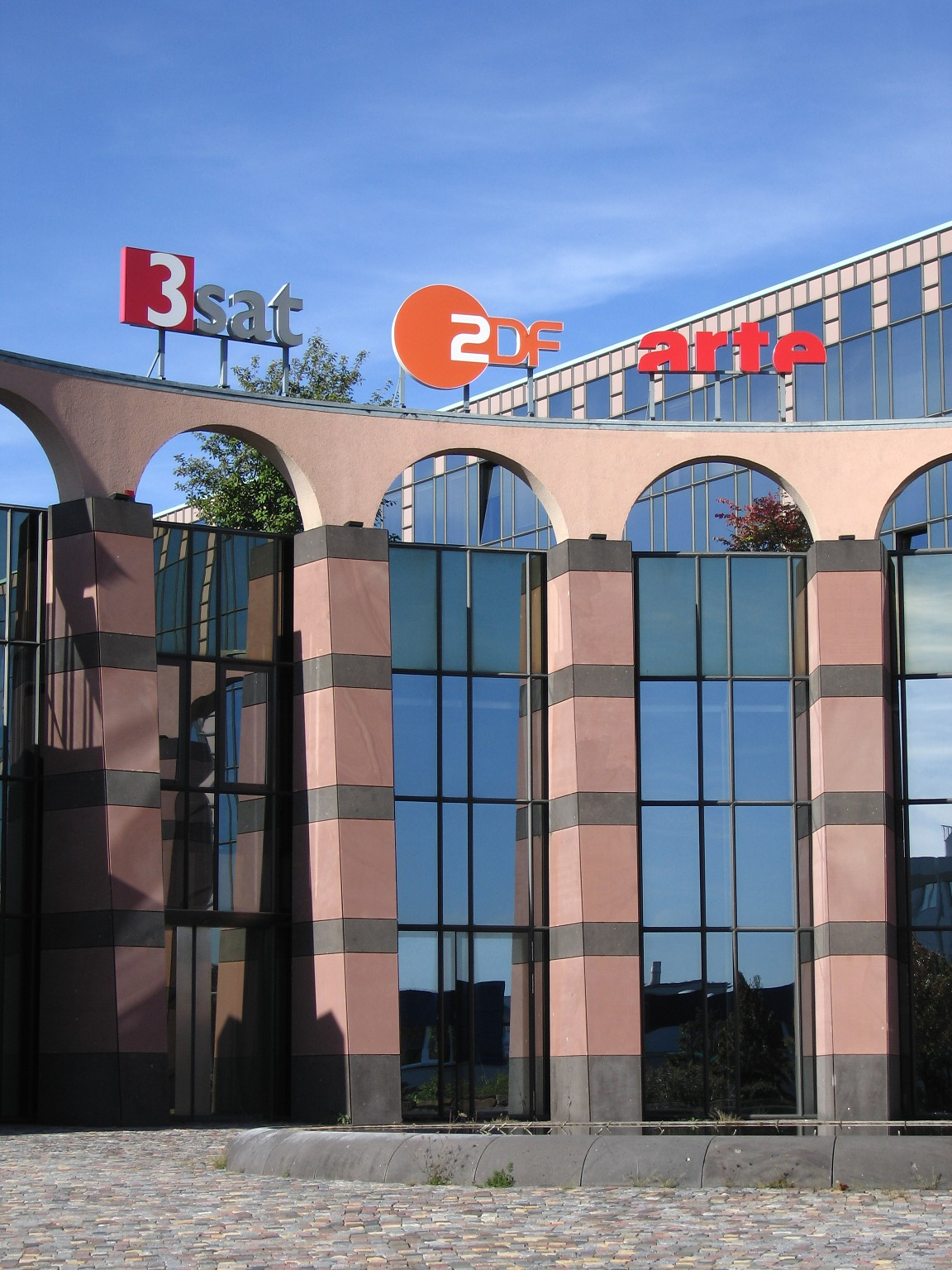
Sendezentrum 2 des ZDF (ehemalige Sat.1-Zentrale)

Das ZDF-Sendezentrum ist ein rund einen Quadratkilometer großes Gelände des Zweiten Deutschen Fernsehens im Mainzer Stadtteil Lerchenberg.

## Vorgeschichte
Ende der 1950er Jahre erkannte Bundeskanzler Konrad Adenauer die politischen Möglichkeiten eines eigenen Fernsehsenders (siehe: Adenauer-Fernsehen) – ähnlich dem Rundfunk in den 1930er Jahren (siehe: Volksempfänger). Er begründete mit seiner absoluten CDU-Mehrheit im Parlament die „Freies Fernsehen Gesellschaft“, einen staatseigenen Privatsender, betrieben vom Bundesverband der Deutschen Industrie (BDI). Die SPD-geführten Länder protestierten und das Bundesverfassungsgericht blockierte 1961 mit dem 1. Rundfunk-Urteil Adenauers TV-Pläne: Fernsehen und Rundfunk blieben Ländersache. 1962 gründeten die Ministerpräsidenten der Länder per Staatsvertrag einen zweiten TV-Kanal, der am 1. April 1963 auf Sendung ging. Gesendet wurde von einem alten Bauernhof in Eschborn.
Nachdem Mainz zum Sitz des neuen Senders bestimmt worden war, kaufte das ZDF 1964 von der Stadt ein einen Quadratkilometer großes Grundstück auf dem neuerschlossenen Lerchenberg. Gleichzeitig mietete man auf der anderen Rheinseite die Studios der Taunusfilm in Wiesbaden an.

## Geographische Lage und Nutzung
Das Sendezentrum besteht seit Anfang der 2000er Jahre aus zwei Standorten.
Das Sendezentrum 1 liegt nördlich der Essenheimer Straße (Landesstraße L 426) und westlich des Mainzer Rings auf der Freifläche eines nach drei Seiten abfallenden 205 Meter hohen Bergrückens hoch über der rund sechs Kilometer entfernten Mainzer Innenstadt. Besonders das ZDF-Hochhaus ist weithin sichtbar. Es ist das größere und ältere der beiden Sendezentren und beheimatet im Hochhaus Verwaltung und Intendanz, das Redaktionsgebäude, das Sendebetriebsgebäude (Rundbau), die Logistik, den Fuhrpark und die Freifläche Fernsehgarten.
Das Sendezentrum 2 befindet sich südlich der Essenheimer Straße und beheimatete ursprünglich vom 12. September 1990 bis zum 30. August 1999 den privaten Fernsehsender Sat.1 und beherbergt seit dem 30. Januar 2001 die Partnerprogramme 3sat und Arte sowie die ZDFvision-Sender. Das Sendezentrum 2 ist durch unterirdische Übertragungskabel mit der ZDF-Satellitenstation auf dem Hauptgelände verbunden.
Die Sendezentren sind über die nahe gelegene Anschlussstelle Mainz-Lerchenberg des Mainzer Rings (A 60), die L 426 und die ZDF-Straße vom deutschen Autobahnnetz aus erreichbar.
Südlich des Geländes verläuft eine Strecke der Mainzer Straßenbahn, die sog. „Mainzelbahn“.

## Bau des Sendezentrums

### 1. Bauabschnitt

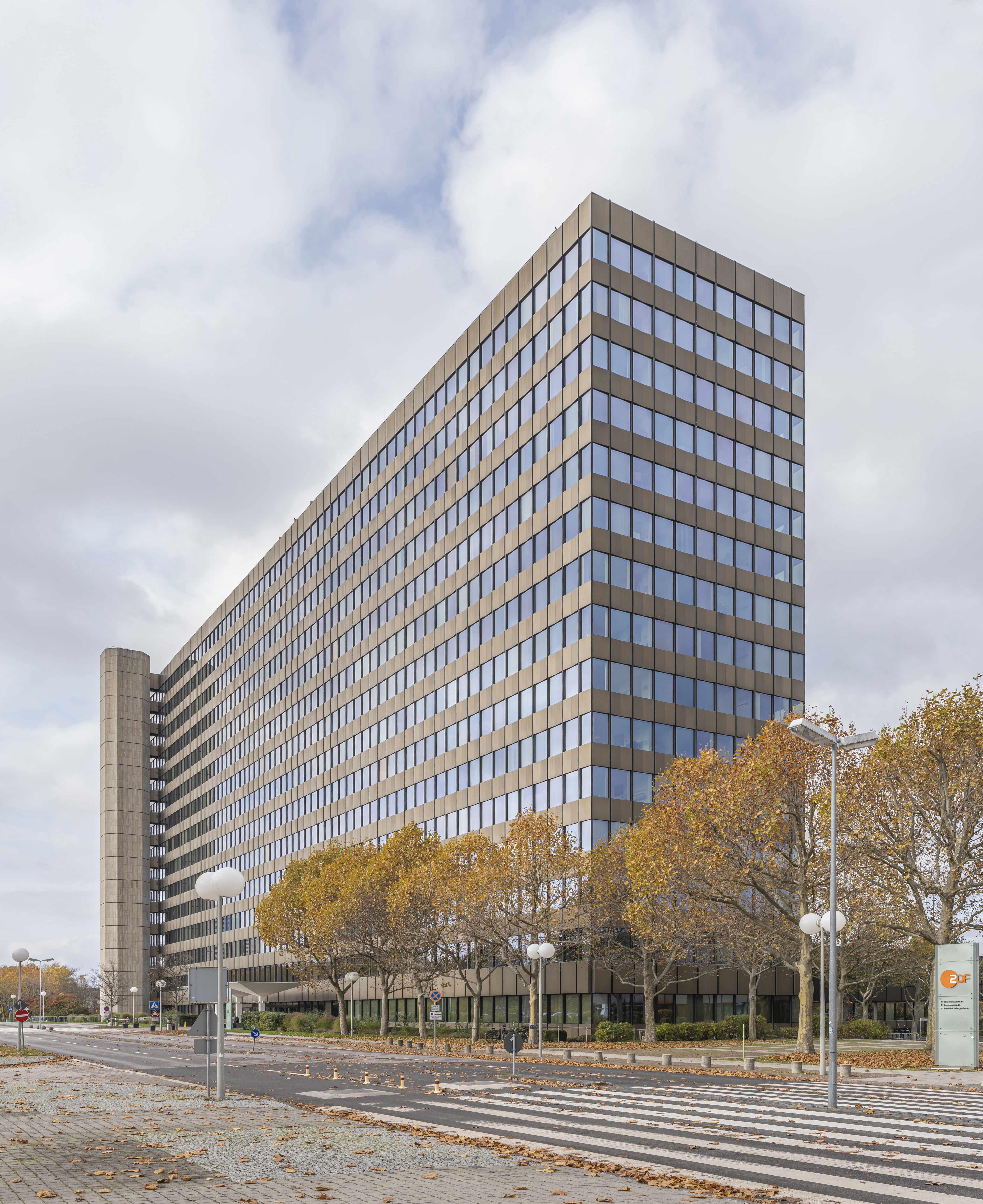
Verwaltungs- und Redaktionsgebäude

1967 begann man mit dem Gebäude für Außenübertragungswagen-Halle und Kfz-Werkstätten, daneben das Bauhaus als Planungspavillon.

### 2. Bauabschnitt
1970 wurde der Mainzer Architekt Heinz Laubach mit dem Bau des Sendezentrums beauftragt. Er baute zuerst das Redaktions- und Verwaltungsgebäude, ein 125 Meter langes, 70 Meter hohes und 19 Meter breites Hochhaus, mit 14 Stockwerken und einer Bausumme von 178 Mio. DM. Die Fertigstellung erfolgte mit dem östlich davon gelegenen Kasinogebäude 1974.

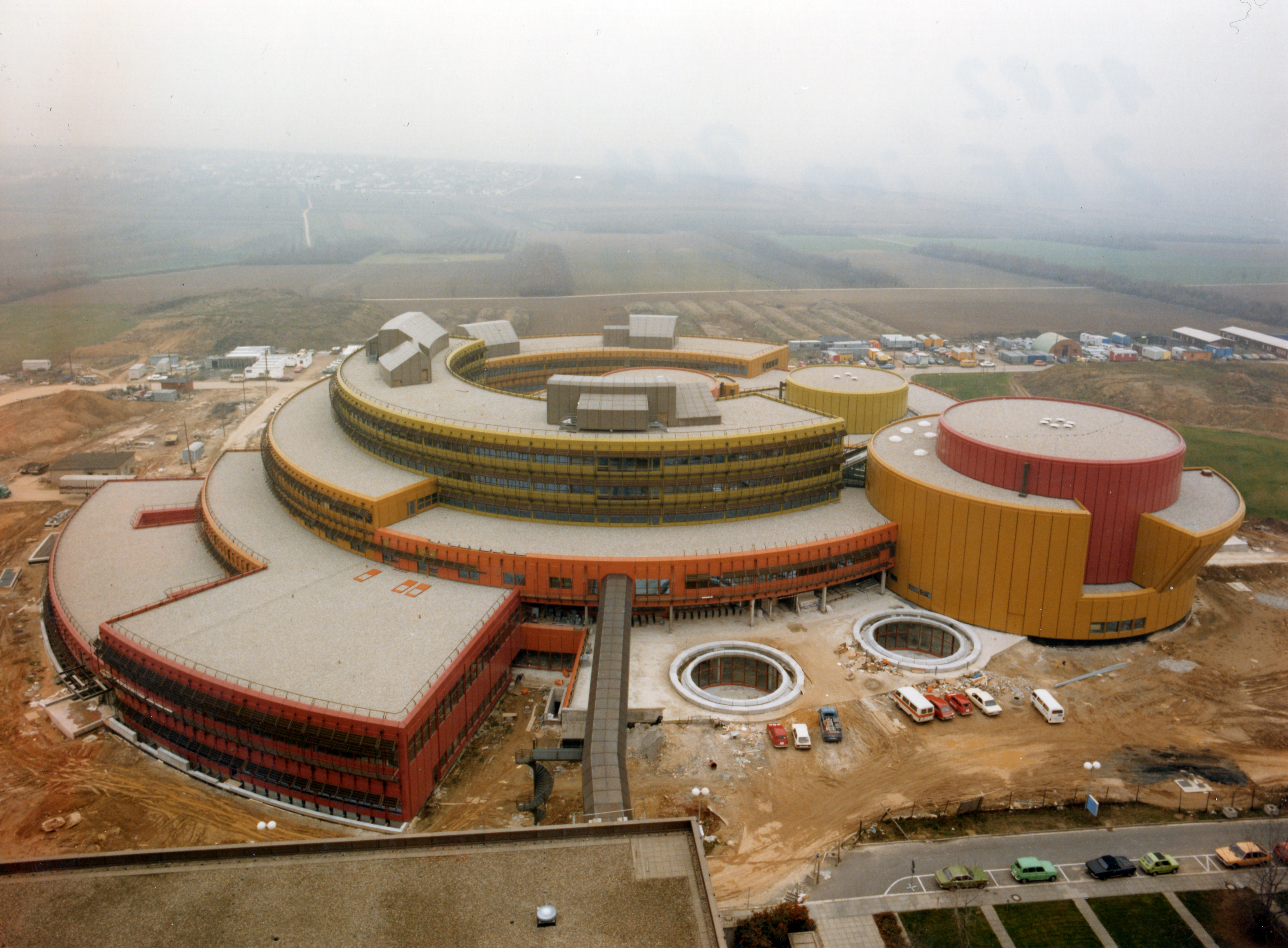
Sendebetriebsgebäude in der Bauphase (1982)

### 3. Bauabschnitt
Laubachs weitere Planung hatte für die Sendetechnik ein Hallengebäude horizontal in fast gleichen Dimensionen (als „Schuhkarton“) vor dem Hochhaus vorgesehen. Der Fernsehrat stoppte die Planung und schrieb für den 3. Bauabschnitt einen beschränkten Architekturwettbewerb aus. Eingeladen wurden zehn Büros, die bereits Erfahrungen mit großen Mediengebäuden vorweisen konnten. Den Ersten Preis und den Zuschlag zur Realisierung erhielt 1974 die Planungsgruppe Stieldorf, die bereits zuvor in Köln den Wettbewerb für den Neubau der Deutschen Welle gewonnen hatte.
Der Stieldorf-Entwurf ist ein fünfgeschossiger terrassierter und vielfältig gegliederter Rundbau, der durch seine gestaffelten Höhen die alles beherrschende Silhouette der Hochhausscheibe relativiert und harmonisch in den Landschaftsraum der Gesamtanlage überführt. Gleichzeitig erweist er seine Reverenz an das Mainzer Stadtwappen, das Mainzer Rad und nimmt bereits erprobte und bewährte Innen-Funktionen eines Sendegebäudes wie die des BBC Television Centre in London (1960) auf.
Der Rundbau basiert auf der Idee, dass die Zuordnung der verschiedenen arbeitsmäßig voneinander abhängigen Bereiche in einem Kreis optimal zu lösen ist. Um den aktiven Kern (den TV-Studios) sind Regie, zentrale Schalt- und Geräteräume, ringförmig alle notwendigen Betriebs-Test- und Übergaberäume angeordnet. So ergeben sich kurze Arbeitswege und Kabelführungen. In einem weiteren Kreisring sind zugeordnete, sendewichtige Betriebsteile wie Archive und Bibliotheken angesiedelt und in den Außenringen, mit natürlicher Belichtung, die Redaktionsräume, Grafik-Ateliers etc. Nach dem gleichen System kurzer Wege ist auch die Versorgungstechnik geplant. Klima-, Hoch- und Niederspannungzentralen liegen ebenfalls im Zentrum des Gebäudes in den Untergeschossen und versorgen sowohl horizontal, als auch vertikal. So entstand ein funktionierender Zweckbau mit einer Nutzfläche von rund 30 000 m² bei einer Gesamt-Kubatur von 385 000 m³ und Arbeitsplätze für rund 1000 ZDF-Mitarbeiter aus über 100 Berufen. Zur Differenzierung der Baukörper und Studios wurde der Farbgestaltung der Fassadenelemente besondere Bedeutung zugemessen und eine breit angelegte Skala warmer, erdfarbener Töne zugrunde gelegt.
1984 wurde das Sendebetriebsgebäude fertiggestellt. Die Bausumme betrug 553 Mio. DM (mehr als die Hälfte davon für Haustechnik, Sendetechnik und Elektronik).
Das Freigelände wird seit 1986 für den ZDF-Fernsehgarten genutzt und seitdem ständig erweitert und ausgebaut. Auf dem Gelände können bis zu 4000 Besucher bei der sonntäglichen Sendung live dabei sein. Auf dem Freigelände finden zusätzlich verschiedene weitere Veranstaltungen wie beispielsweise das Azubi-Festival im Sommer statt. Bei dieser mit der IHK für Rheinhessen gemeinsamen Veranstaltung bekommen die ausgelernten Auszubildenden ihre Prüfungszeugnisse.

### Weitere Bauabschnitte

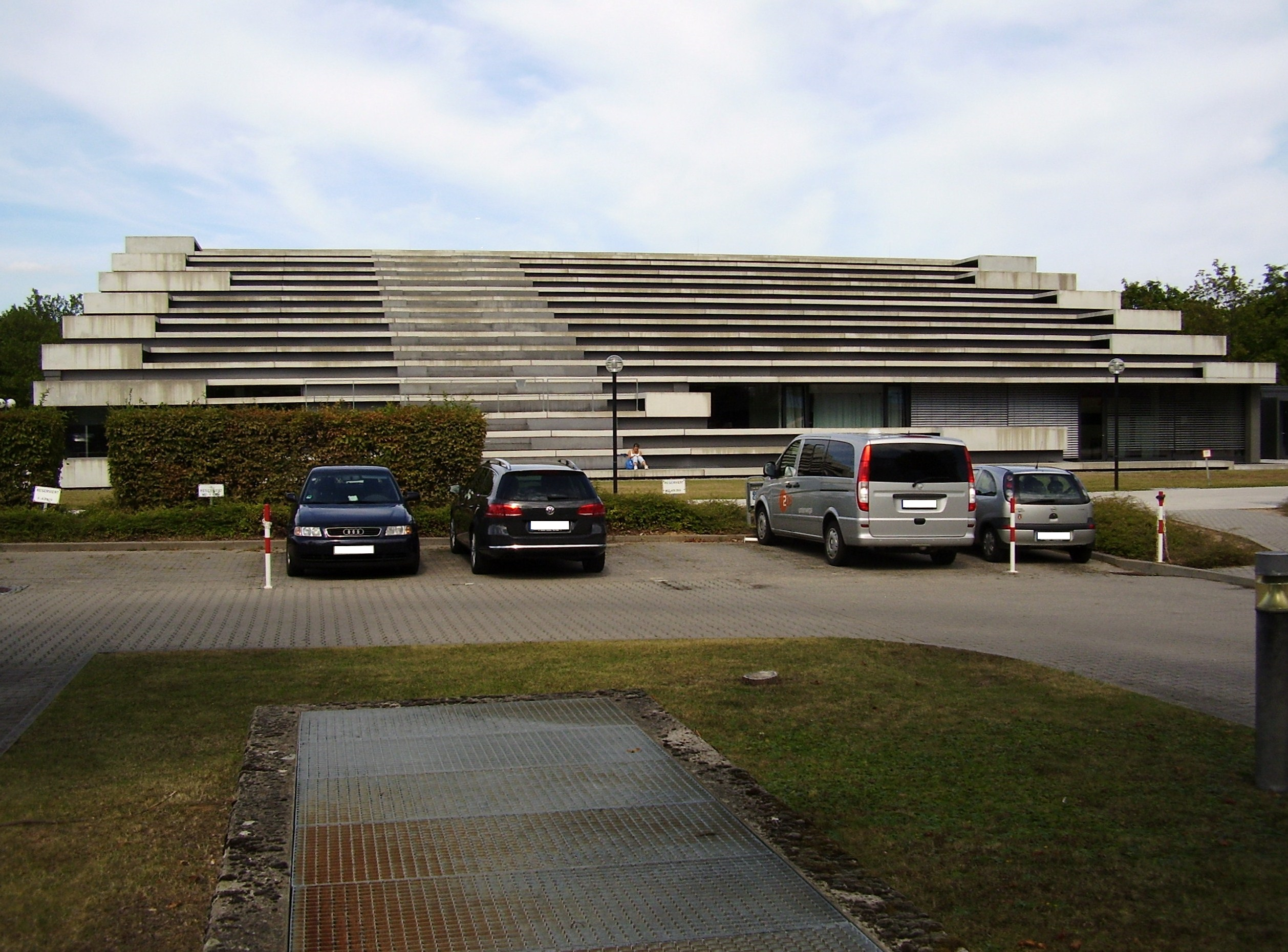
Nachrichtenstudio mit der markanten Freitreppenanlage

1989 wurde ein weiterer Architektenwettbewerb für den Neubau eines Redaktionsgebäudes ausgeschrieben. Den ersten Preis erhielt das Architektur-Büro Braun & Schlockermann, die Ausführung erfolgte zwischen 1991 und 1994.
2009 wurde der Neubau „Nachrichten-Studios“, eine 42 Meter mal 26 Meter gestaffelte Dachlandschaft als Freitreppen-Anlage, erstellt. Nach den Plänen von Axthelm Architekten aus Potsdam, die einen vorausgegangenen Wettbewerb für sich entscheiden konnten, wurde das Nachrichtenstudio mit dem signifikanten Dach gebaut. Die 700 Quadratmeter große Studiofläche, von den Mitarbeitern „grüne Hölle“ genannt, kostete 30 Mio. Euro.

## Produktionen
Neben den Nachrichtensendungen heute und heute-journal, die im Nachrichtenbau produziert werden, werden im Sendebetriebsbau Magazinsendungen wie z. B. hallo deutschland, WISO und Das aktuelle Sportstudio produziert. Ein weiteres Studio wird für ZDF spezial betriebsbereit gehalten.
Ehemalige Produktionen sind beispielsweise tele-illustrierte, Frontal und Lotto am Mittwoch.
Das Gelände selbst rückte zum 50. Geburtstag des ZDF in der Sitcom Lerchenberg in eine „Hauptrolle“.
Von 2010 bis 2012 dokumentierte der Filmemacher Andreas Ewels mit einem 40-köpfigen Team die Artenvielfalt im Gebiet des ZDF-Sendezentrum. Der daraus resultierende Film Abenteuer Lerchenberg wurde mit internationalen Preisen ausgezeichnet.

## Kunstwerke

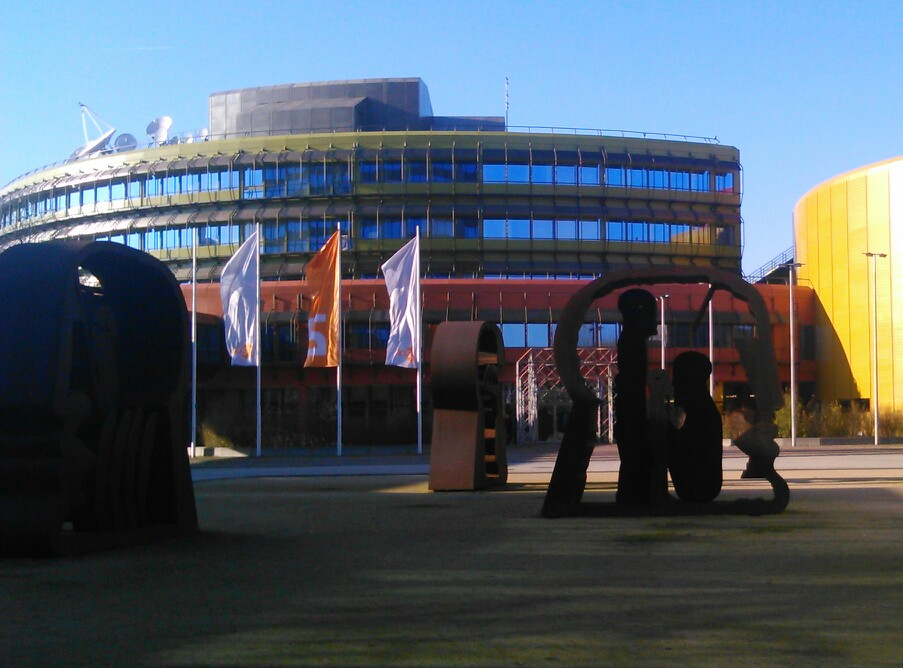
„Platz der Köpfe“ mit Sendebetriebsgebäude im Hintergrund

Auf dem Gelände sind an verschiedenen Orten Kunstwerke installiert, bei den meisten dürfte es sich um Kunst-am-Bau-Projekte handeln.
- „Licht-Wasser-Objekt“: Hermann Goepfert und Johannes Peter Hölzinger; 1973, Chrom, Höhe: 7 m
- „Spiralzeichen“: Otto Wesendonck; 1973/74; Bronze, Höhe: 1,8 m
- „Die Mainzer Wabe“: E.J.K. Strahl; 1974, Stahl, Höhe: 8 m
- „Rotationen“: Ursula Sax; 1975, Stahl, Höhe: 3 m
- „Landmarke“: Martin und Brigitte Matschinsky-Denninghoff; 1975, Edelstahl, Höhe; 9 m
- „Platz der Köpfe“: Horst Antes; 1982/83, Ensembles, bestehend aus einem Tor und fünf Köpfen, Cortenstahl; Höhe: je 4,2 m, die Aufstellung erfolgte im November 1983. Der „Platz der Köpfe“ wurde in Karl-Holzamer-Platz umbenannt.
- „Raumzeichen“: Otto Herbert Hajek; 1987, Stahl/Beton; Höhe: 8 m